# Грибовський Федір
Федір Грибовський (? — † 1 травня 1919) — командир полку Дієвої армії УНР.
У 1919 р. — командир сотні Кінного полку Січових стрільців Дієвої армії УНР. 6 грудня 1919 р., після розформування Корпусу Січових стрільців, з частиною полку приєднався до Дієвої армії УНР, яка вирушала у Перший Зимовий похід.
Під час походу був командиром сформованого 4-го (5-го за нумерацією Київської дивізії у другій половині 1919 р.) Київського кінного полку Збірної Київської дивізії. Героїчно загинув на чолі полку у бою за ст. Вапнярка.